# Conus gloriamaris
Conus gloriamaris, der „Ruhm des Meeres“, ist eine Schnecke aus der Familie der Kegelschnecken (Gattung Conus).

## Merkmale
Der Körperumgang des Schneckenhauses von Conus gloriamaris ist schmal kegelförmig, zum Gewinde hin konvex. Bei ausgewachsenen Schnecken erreicht das Haus eine Länge von 7,5 bis 16,2 cm. Die Grundfarbe des Gehäuses ist weiß. Die Oberfläche des Körperumganges ist von einem Netzwerk gezeichneter orangebrauner bis brauner Linien überzogen, die ein Muster zahlreicher charakteristischer kleiner bis winziger weißer, dunkelbraun umrandeter Dreiecke bilden. Dazwischen liegen gelblich braune Flecken mit dunkelbraunen axialen Linien, für gewöhnlich in drei Reihen oder Bändern angeordnet. Das Gewinde, dessen Umgänge deutlich abgestuft sind, bildet einen mäßig hohen Kegel. Es trägt eine ähnliche Zeichnung wie der Körperumgang. Das Periostracum ist gelblich bis bräunlich grau, dünn, durchscheinend und glatt. Das Gehäuse von Conus gloriamaris ähnelt in seiner Zeichnung Conus textile, ist jedoch deutlich schmaler und gerader, also nicht bauchig.
Die Oberseite des weißen Fußes ist braun gesprenkelt mit einer Reihe dunkelbrauner Punkte am Rand. Vorn ist der Rand des Fußes orange gefärbt und hat einen zentralen schwarzen Fleck. Die hinteren Randzonen sind sicht braun gezeichnet. Die Fußsohle ist braun und beige gesprenkelt. Der Kopf ist weiß oder braun mit dunkelbraunen Querstreifen. Die Spitzen der Fühler sind außen braun. Der Sipho ist kremfarben mit braunen Sprenkeln und einem breiten schwarzen Ring in der Mitte.

## Verbreitung
Conus gloriamaris tritt um die Philippinen, Papua-Neuguinea, Salomonen, Samoa, Fidschi und Ost-Indonesien auf.

## Lebensraum
Conus gloriamaris lebt in 10 bis 300 m Tiefe auf Sand.

## Nahrung
Conus gloriamaris frisst Mollusken.

## Bedeutung für den Menschen
Conus gloriamaris ist auf Grund seiner gemusterten Gehäuse ein beliebtes Sammlerobjekt, so dass der Mensch als ein Hauptfeind gelten kann. Bereits Johann Hieronymus Chemnitz trug 1777 mit der Veröffentlichung seiner Erstbeschreibung zu dem Mythos bei, dass diese Kegelschnecke besonders selten und kostbar sei, indem er, wie er im Titel schrieb, dieser „ausserordentlich seltenen Art walzenförmiger Tuten oder Kegelschnekken“ den Namen Gloria maris, „Ruhm des Meeres“, gab. Das natürliche Habitat dieser Schnecke war lange Zeit unbekannt, so dass für einzelne Schneckenhäuser, von denen nur zwei Dutzend im Umlauf waren, Tausende von US-Dollar gezahlt wurden. Dies führte zu mancher Legende: So soll 1792 ein Sammler, der bereits ein Schneckenhaus von „Gloria maris“ hatte, ein weiteres Exemplar auf einer Auktion erworben haben, um es zu zerstören und so den Wert seines eigenen Stücks zu erhalten. 1969 wurde die Art in ihrem natürlichen Lebensraum wiederentdeckt, so dass die Stückpreise seitdem auf unter 100 US-Dollar gesunken sind. Trotzdem ist das Haus dieser Kegelschnecke ein begehrtes, relativ teures Sammelobjekt geblieben.
Wie andere Kegelschnecken setzt Conus gloriamaris seine giftige Harpune nicht nur zum Beutefang, sondern auch zur Verteidigung ein. So kann er mit seinem Giftzahn auch Menschen gefährliche Verletzungen zufügen.